# بخش نخو
بخش نخو (به سوئدی: Nässjö kommun) یک ناحیه شهری در سوئد است که در شهرستان یونشوپینگ واقع شده‌است.

## خواهرخوانده
شهرهای Brønderslev Municipality و Eidsberg خواهرخوانده‌های بخش نخو هستند.